# Överhärde
Överhärde är en tätort i Valbo socken och Gävle kommun i Gävleborgs län. Tätorten har en yta av cirka 130 hektar. Bebyggelsen ingick fram till 2015 i tätorten Valbo, för att 2015 bilda en separat tätort.  Överhärde ligger 3 kilometer söder om Valbo Centrum, väster om riksväg 56, söder om E16.
Över- i namnet, syftar på läget utefter Lomsjöbäcken (biflöde till Gavleån) i förhållande till Ytterhärde som ligger nedströms, utanför, är den yttre byn. Namnet Härde eller Härede kan syfta på att byn är en gränsby i Norra Roden. Det kan också syfta på härd i betydelsen järnframställningsplats. Tusenåriga slaggskävor och linser från hednablästrar finns i ravinerna till bäcken och dess tillflöden. Vid vattendragen i byn växte senare järnbruk fram, Forsbacka bruk och Mackmyra bruk från böndernas platser med osmundssmide. För 400–500 år sedan omnämns bara en by med namnet Härde.
Bynamnet har också en folkloristisk tolkning i sägnerna kring den rika Fru Göle. Enligt sägnen hade fru Göle två söner. En kallades för överhärn' och den andra för ytterhärn', därav det två bynamnen Överhärde och Ytterhärde. Fru Göle placeras i sägnen i tiden runt sekelskifter 1400 och det kortlivade fogdefästet Gaddaborg, på Gadö som var ett prebende under Uppsala stift. Den verkliga Fru Göle (Göle, Göla eller Gölugh är ett gammalt nordiskt förnamn) levde två hundra år senare, runt sekelskiftet 1600. 
Vid Överhärde fanns 1901–1955 en station vid Sala–Gysinge–Gävle järnväg. Då banan invigdes var det den enda hållplatsen på linjen. Då fanns inget stationshus utan stationstjänsten sköttes från den närbelägna banvaktstugan som hade en väntkur. 1916 gjordes en ombyggnad då expedition och väntrum uppfördes, väntkuren blev bagagerum. En lägenhet stationstjänsten uppfördes också.

## Befolkningsutveckling
| Befolkningsutvecklingen i Överhärde 2015–2020                 | Befolkningsutvecklingen i Överhärde 2015–2020 | Befolkningsutvecklingen i Överhärde 2015–2020 | Befolkningsutvecklingen i Överhärde 2015–2020 | Befolkningsutvecklingen i Överhärde 2015–2020 |
| ------------------------------------------------------------- | --------------------------------------------- | --------------------------------------------- | --------------------------------------------- | --------------------------------------------- |
|                                                               |                                               |                                               |                                               |                                               |
| År                                                            |                                               |                                               | Folkmängd                                     | Areal (ha)                                    |
| 2015                                                          | 2015                                          |                                               | 553                                           | 125                                           |
| 2020                                                          | 2020                                          |                                               | 552                                           | 137                                           |
| Anm.: Ny tätort 2015, var före dess en del av tätorten Valbo. |                                               |                                               |                                               |                                               |